# Norman Brooks
Norman Brooks (* 19. August 1928 in Montréal, Québec; † 14. September 2006 ebenda) war ein kanadischer Sänger und Imitator von Al Jolson.
Geboren als Norman Joseph Arie, Sohn libanesischer Eltern, spielte er 1956 Al Jolson in Fanfaren der Freude (The Best Things in Life Are Free). Brooks trat in den 1950er und 1960er Jahren in Nachtclubs und im Fernsehen in Kanada und den USA auf. 1952 trat er in einer kleinen Nebenrolle in dem Film Zu allem entschlossen, 1960 in Ocean’s Eleven auf.